# Nemanja Majdov
Nemanja Majdov (en serbio: Немања Мајдов; Sarajevo, Bosnia y Herzegovina, 10 de agosto de 1996) es un deportista serbio que compite en judo.
Ganó tres medallas en el Campeonato Mundial de Judo entre los años 2017 y 2024, y tres medallas en el Campeonato Europeo de Judo entre los años 2018 y 2023.

## Palmarés internacional
| Campeonato Mundial | Campeonato Mundial      | Campeonato Mundial | Campeonato Mundial |
| Año                | Lugar                   | Medalla            | Categoría          |
| ------------------ | ----------------------- | ------------------ | ------------------ |
| 2017               | Budapest (Hungría)      | Medalla de oro     | –90 kg             |
| 2019               | Tokio (Japón)           | Medalla de bronce  | –90 kg             |
| 2024               | Abu Dabi (EAU)          | Medalla de plata   | –90 kg             |
| Campeonato Europeo |                         |                    |                    |
| Año                | Lugar                   | Medalla            | Categoría          |
| 2018               | Tel Aviv (Israel)       | Medalla de plata   | –90 kg             |
| 2020               | Praga (República Checa) | Medalla de plata   | –90 kg             |
| 2023               | Montpellier (Francia)   | Medalla de oro     | –90 kg             |